# Bahnsdorf (Uebigau-Wahrenbrück)
Bahnsdorf ist ein Ortsteil der Stadt Uebigau-Wahrenbrück im südbrandenburgischen Landkreis Elbe-Elster. Er befindet sich an der Bundesstraße 101.

## Geschichte

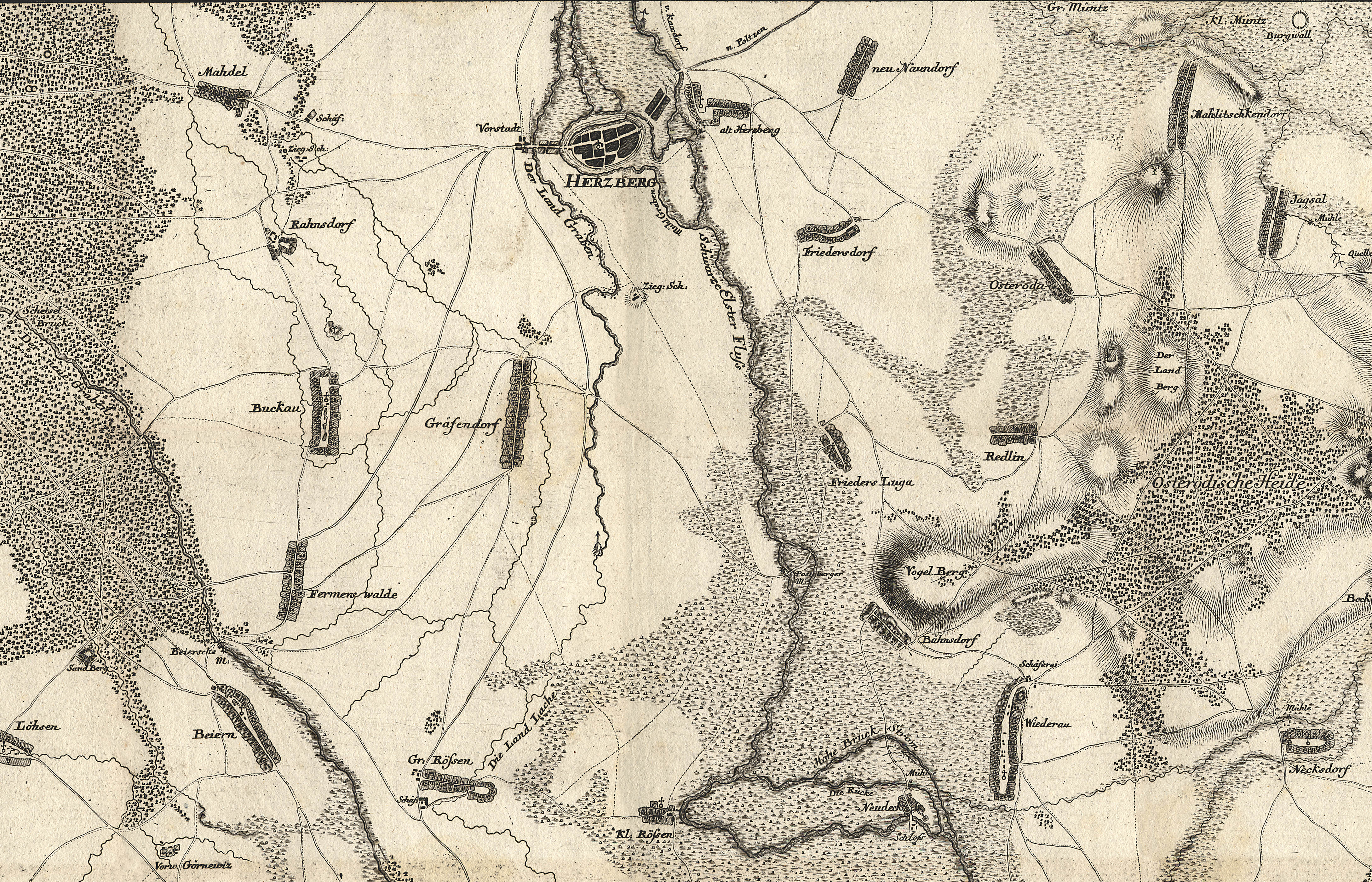
Teil aus der Cabinetskarte von Isaak Jacob von Petri mit Bahnsdorf um 1762

Bahnsdorf auf einer geschichtlichen Karte des Kreises Liebenwerda (1910).

Der Ort wurde erstmals schriftlich 1445 als Bahnstorff erwähnt. Der Ortsname ist vermutlich von einem Personennamen abgeleitet. Demnach war der Besitzer des Dorfes ein Badmar, Badman, Padmar, Badomar oder ähnlich. Durch Verkürzung des Namens ergab sich etwa aus Badens- dorf, das spätere Bahns- dorf. Spätere Schreibweisen des Ortes lauteten: 1456 Badenstorff, 1505 Bansdorff.
Das Dorf war im benachbarten Wiederau eingepfarrt.
Nordöstlich vom Dorfkern befand sich ein Vorwerk mit Schäferei, welches zum Gut in Neudeck gehörte.
Bahnsdorf gehörte bis 1816 zum kursächsischen Amt Liebenwerda und dann zum preußischen Landkreis Schweinitz.
Am 31. Dezember 2001 wurden Wahrenbrück und die Stadt Uebigau mit den Gemeinden Bahnsdorf, Drasdo sowie Wiederau zusammengeschlossen.

### Bevölkerungsentwicklung
| Einwohnerentwicklung von Bahnsdorf ab 1875 bis 2016 | Einwohnerentwicklung von Bahnsdorf ab 1875 bis 2016 | Einwohnerentwicklung von Bahnsdorf ab 1875 bis 2016 | Einwohnerentwicklung von Bahnsdorf ab 1875 bis 2016 | Einwohnerentwicklung von Bahnsdorf ab 1875 bis 2016 | Einwohnerentwicklung von Bahnsdorf ab 1875 bis 2016 | Einwohnerentwicklung von Bahnsdorf ab 1875 bis 2016 | Einwohnerentwicklung von Bahnsdorf ab 1875 bis 2016 | Einwohnerentwicklung von Bahnsdorf ab 1875 bis 2016 | Einwohnerentwicklung von Bahnsdorf ab 1875 bis 2016 | Einwohnerentwicklung von Bahnsdorf ab 1875 bis 2016 |
| Jahr                                                | Einwohner                                           |                                                     | Jahr                                                | Einwohner                                           |                                                     | Jahr                                                | Einwohner                                           |                                                     | Jahr                                                | Einwohner                                           |
| --------------------------------------------------- | --------------------------------------------------- | --------------------------------------------------- | --------------------------------------------------- | --------------------------------------------------- | --------------------------------------------------- | --------------------------------------------------- | --------------------------------------------------- | --------------------------------------------------- | --------------------------------------------------- | --------------------------------------------------- |
| 1875                                                | 153                                                 |                                                     | 1950                                                | 176                                                 |                                                     | 1991                                                | 185                                                 |                                                     | 1998                                                | 166                                                 |
| 1890                                                | 161                                                 |                                                     | 1964                                                | 270                                                 |                                                     | 1992                                                | 187                                                 |                                                     | 1999                                                | 177                                                 |
| 1910                                                | 150                                                 |                                                     | 1971                                                | 178                                                 |                                                     | 1993                                                | 179                                                 |                                                     | 2000                                                | 176                                                 |
| 1925                                                | 135                                                 |                                                     | 1981                                                | 203                                                 |                                                     | 1994                                                | 180                                                 |                                                     | 2016                                                | 86                                                  |
| 1933                                                | 146                                                 |                                                     | 1985                                                | 187                                                 |                                                     | 1995                                                | 177                                                 |                                                     | 2019                                                | 81                                                  |
| 1939                                                | 113                                                 |                                                     | 1989                                                | 185                                                 |                                                     | 1996                                                | 176                                                 |                                                     | 2024                                                | 75                                                  |
| 1946                                                | 162                                                 |                                                     | 1990                                                | 192                                                 |                                                     | 1997                                                | 173                                                 |                                                     |                                                     |                                                     |

## Kultur und Sehenswürdigkeiten

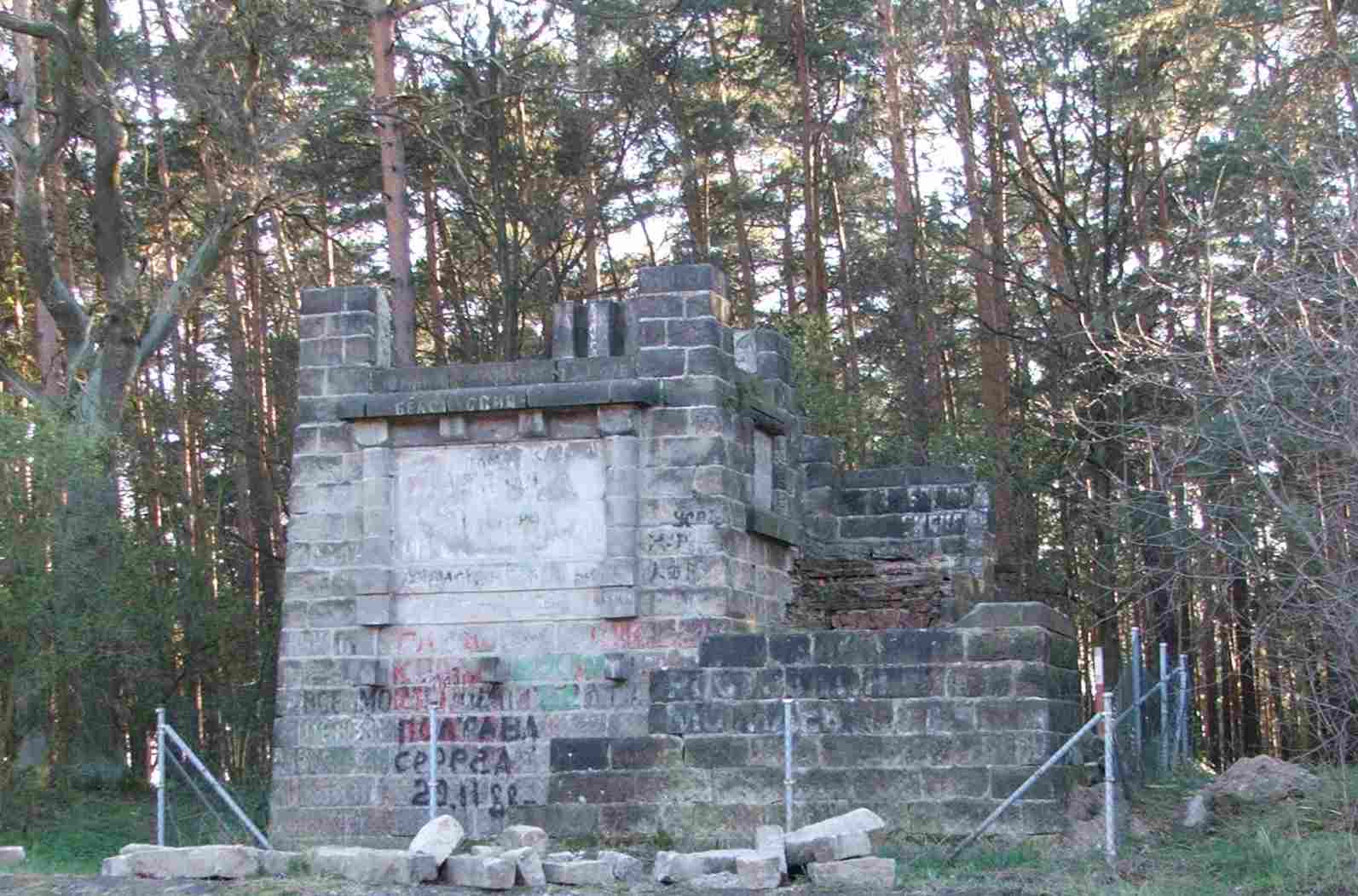
Das Kriegerdenkmal auf dem Bahnsdorfer Berg.

### Bauwerke und Kulturdenkmale
Nördlich von Bahnsdorf befindet sich an der Bundesstraße 101 das Kriegerdenkmal am Bahnsdorfer Berg. Das mit einem höhlenartigen Innenraum gestaltete und mit Inschriften versehene wuchtige Denkmal wurde 1908 eingeweiht. Es soll an die in den Einigungskriegen 1864, 1866 und 1870/71 gefallenen Einwohner aus Bahnsdorf, Neudeck und Wiederau erinnern. Das Denkmal ist inzwischen stark einsturzgefährdet.
Ein weiteres Kriegerdenkmal für die Gefallenen dieser drei Orte befindet sich unmittelbar neben der spätmittelalterlichen Feldsteinkirche in Wiederau. Es soll an die beiden Weltkriege erinnern und wurde zuletzt 2005 saniert.
Siehe Hauptartikel: Kriegerdenkmal Wiederau

### Sport und kulturelles Leben
Am Bahnsdorfer Berg befand sich früher auch eine Moto-Cross-Strecke. Außerdem gibt es im Ort eine Kegelhalle, einen Kulturraum sowie einen Sportplatz mit Fußballkleinfeld. Alljährlich im Juni findet hier das Bahnsdorfer Dorf- und Sportfest statt, welches durch die örtlichen Vereine mitgestaltet wird.

## Persönlichkeiten
- Fritz Borrmann (* 1869 in Bahnsdorf; † 1942), Unternehmer und Politiker, Generaldirektor der Edeka, Reichstagsabgeordneter